# HMS Rawalpindi
Le HMS Rawalpindi est un croiseur auxiliaire britannique entré en service dans la Royal Navy au début de la Seconde Guerre mondiale. Il est coulé quelques semaines après le début du conflit lors d'un affrontement avec les cuirassés allemands Scharnhorst et Gneisenau.

## Conception
Le Rawalpindi fait partie des quatre navires à passagers construits pour la Peninsular and Oriental Steam Navigation Company (P & O). La construction de la classe R (Rawalpindi, Ranchi, Ranpura et Rajputana ) commence en 1923. Le Rawalpindi, tout comme le Rajputana, est construit aux chantiers Harland and Wolff à Greenock, et lancé le 26 mars 1925. Le 3 septembre, il est livré à la compagnie après des essais durant lesquels il atteint les 19,6 nœuds (36,3 km/h). D'un tonnage de 16 000, le navire peut emporter à son bord 307 passagers de première classe et 288 de seconde classe.

## Service
Le Rawalpindi est affecté au transport de passagers entre Londres et Bombay par la compagnie P & O.
Le 26 août 1939, il est réquisitionné par l'Amirauté afin d'entrer en service dans la Royal Navy en tant que croiseur auxiliaire. Mis en chantier au Royal Albert Dock (en), une des cheminées est retirée, huit canons de 6 pouces (en) et deux canons de 12 livres (3 pouces) sont installés.
À partir d'octobre, le Rawalpindi patrouille avec la Northern Patrol aux environs de l'Islande. Le 19, dans le détroit du Danemark, il intercepte un pétrolier allemand, le Gonzenheim. L'équipage de celui-ci le saborde avant que le croiseur n'ait pu l'aborder.
L'après-midi du 23 novembre, au sud-est de l'Islande, le Rawalpindi rencontre les cuirassés allemands Scharnhorst et Gneisenau. Après avoir subi leur feu durant treize minutes, le croiseur auxiliaire prend feu. Il coule dans la soirée, emportant avec lui le capitaine et 238 hommes. Les navires allemands récupèrent 26 survivants, et 22 autres sont repêchés par un autre croiseur auxiliaire, le HMS Chitral.